# Bahnhof Hirschhorn (Neckar)
Der Bahnhof Hirschhorn (Neckar) ist der Bahnhof der südhessischen Stadt Hirschhorn (Neckar), ostnordöstlich von Heidelberg. Er liegt an der Neckartalbahn von Heidelberg nach Bad Friedrichshall. Das Empfangsgebäude steht unter Denkmalschutz.

## Geschichte
Der Bahnhof Hirschhorn wurde gemeinsam mit dem Streckenabschnitt Neckargemünd–Neckarsteinach–Eberbach–Neckarelz–Jagstfeld der Neckartalbahn am 24. Mai 1879 am Südwestrand der Stadt eröffnet.

## Empfangsgebäude
Das Empfangsgebäude steht östlich der Strecke. Es stammt aus dem Jahr 1879 und ist ein dreigeschossiger, klassizistisch gestalteter Massivbau mit einem T-förmigen Grundriss sowie einem niedrigen, eingeschossigen Anbau. Ecklisenen und breite Geschossfriese sowie Zahnschnitt und Zierkonsolen gliedern die Putzfassade. Im Erdgeschoss sind Stichbogenfenster und in den Obergeschossen Fenster mit geradem Sturz vorhanden. Runde Giebelfenster weist der markante Giebelbau in den Giebeln auf.

## Anlagen
Der Bahnhof verfügt über zwei durchgehende Gleise mit je einem Außenbahnsteig. Von Gleis 1 verkehren die S-Bahnen der Linien S1 und S2 über Eberbach und Neckarelz nach Mosbach bzw. Osterburken. Von Gleis 2 gelangt man nach Neckargemünd, Heidelberg, Mannheim, Kaiserslautern und Homburg (Saar).
Die ehemaligen Lade- und Ausweichgleise im Westen des Bahnhofs sind einem Parkplatz gewichen.

## Verkehr
Der Bahnhof Hirschhorn (Neckar) liegt an der Neckartalbahn (Heidelberg–Bad Friedrichshall), die seit 2003 von den Linien S1 und S2 der S-Bahn Rhein-Neckar halbstündlich bedient wird. Von Hirschhorn aus lassen sich die Städte Eberbach, Mosbach, Seckach, Osterburken, Neckargemünd, Heidelberg, Mannheim, Kaiserslautern und Homburg (Saar) umsteigefrei erreichen. Des Weiteren halten in Tagesrandlage einzelne S-Bahn-Züge von und nach Germersheim in Hirschhorn (Stand 2019).
| Linie | Verlauf | Takt   |
| ----- | --- | ------ |
| S 1   | Homburg (Saar) Hbf – Bruchmühlbach-Miesau – Hauptstuhl – Landstuhl – Kindsbach – Einsiedlerhof – Vogelweh – Kennelgarten – Kaiserslautern Hbf – Hochspeyer – Frankenstein (Pfalz) – Weidenthal – Neidenfels – Lambrecht (Pfalz) – Neustadt (Weinstr) Hbf – Neustadt (Weinstr)-Böbig – Haßloch (Pfalz) – Böhl-Iggelheim – Schifferstadt – Limburgerhof – (Ludwigshafen-Rheingönheim – Ludwigshafen-Mundenheim –) (einzelne Züge) Ludwigshafen (Rhein) Hbf – Ludwigshafen (Rhein) Mitte – Mannheim Hbf – Mannheim ARENA/Maimarkt – Mannheim-Seckenheim – Mannheim-Friedrichsfeld Süd – Heidelberg-Pfaffengrund/Wieblingen – Heidelberg Hbf – Heidelberg-Weststadt/Südstadt – Heidelberg-Altstadt – Heidelberg-Schlierbach/Ziegelhausen – Heidelberg Orthopädie – Neckargemünd – Neckargemünd Altstadt – Neckarsteinach – Neckarhausen (b Neckarsteinach) – Hirschhorn (Neckar) – Eberbach – Lindach – Zwingenberg (Baden) – Neckargerach – Binau – Mosbach‐Neckarelz – Mosbach West – Mosbach (Baden) – Neckarburken – Dallau – Auerbach (b Mosbach) – Oberschefflenz – Eicholzheim – Seckach – Zimmern bei Seckach – Adelsheim Nord – Osterburken Stand: Fahrplanwechsel Dezember 2021 | 60 min |
| S 2   | Kaiserslautern Hbf – Hochspeyer – Frankenstein (Pfalz) – Weidenthal – Neidenfels – Lambrecht (Pfalz) – Neustadt (Weinstr) Hbf – Neustadt (Weinstr)-Böbig – Haßloch (Pfalz) – Böhl-Iggelheim – Schifferstadt – Limburgerhof – Ludwigshafen-Rheingönheim – Ludwigshafen-Mundenheim – Ludwigshafen (Rhein) Hbf – Ludwigshafen (Rhein) Mitte – Mannheim Hbf – Mannheim ARENA/Maimarkt – Mannheim-Seckenheim – Mannheim-Friedrichsfeld Süd – Heidelberg-Pfaffengrund/Wieblingen – Heidelberg Hbf – Heidelberg-Weststadt/Südstadt – Heidelberg-Altstadt – Heidelberg-Schlierbach/Ziegelhausen – Heidelberg Orthopädie – Neckargemünd – Neckargemünd Altstadt – Neckarsteinach – Neckarhausen (b Neckarsteinach) – Hirschhorn (Neckar) – Eberbach – Lindach – Zwingenberg (Baden) – Neckargerach – Binau – Mosbach‐Neckarelz – Mosbach West – Mosbach (Baden) Stand: Fahrplanwechsel Dezember 2021 | 60 min |